# Episodi di Capitan Onedin (terza stagione)
La terza stagione della serie televisiva Capitan Onedin è stata trasmessa in anteprima nel Regno Unito dalla BBC One tra il 21 ottobre 1973 e il 27 gennaio 1974.
| nº | Titolo originale         | Titolo italiano | Prima TV UK      | Prima TV Italia |
| -- | ------------------------ | --------------- | ---------------- | --------------- |
| 1  | The Ship Devils          |                 | 21 ottobre 1973  |                 |
| 2  | The Stranger             |                 | 28 ottobre 1973  |                 |
| 3  | Echoes from Afar         |                 | 4 novembre 1973  |                 |
| 4  | Amazon Cargo             |                 | 11 novembre 1973 |                 |
| 5  | Danger Level             |                 | 18 novembre 1973 |                 |
| 6  | Black Gold               |                 | 25 novembre 1973 |                 |
| 7  | Law of the Fist          |                 | 9 dicembre 1973  |                 |
| 8  | Ice and Fire             |                 | 16 dicembre 1973 |                 |
| 9  | A Proposal of Marriage   |                 | 23 dicembre 1973 |                 |
| 10 | Over the Horizon         |                 | 6 gennaio 1974   |                 |
| 11 | The Silver Caddy         |                 | 13 gennaio 1974  |                 |
| 12 | Port Out, Starboard Home |                 | 20 gennaio 1974  |                 |
| 13 | The Passenger            |                 | 27 gennaio 1974  |                 |